# Jarummah Baroh
Jarummah Baroh is een bestuurslaag in het regentschap Bireuen van de provincie Atjeh, Indonesië. Jarummah Baroh telt 563 inwoners (volkstelling 2010).